# Podnoszenie ciężarów na Igrzyskach Panamerykańskich 2007
Podnoszenie ciężarów na Igrzyskach Panamerykańskich 2007, odbyło się w dniach 14–18 lipca w hali Riocentro w Rio de Janeiro. W tabeli medalowej tryumfowali sztangiści z Kolumbii. 

## Rezultaty

### Mężczyźni

#### Waga musza (-56 kg)
| Medal | Zawodnik       | Masa ciała | Rwanie | Podrzut | Łącznie (kg) |
| ----- | -------------- | ---------- | ------ | ------- | ------------ |
|       | Sergio Álvarez | 55.90      | ?      | ?       | 271.0        |
|       | Marvin López   | 55.35      | 108.0  | 138.0   | 246.0        |
|       | Jaime Iturra   | 55.60      | 111.0  | 135.0   | 246.0        |

#### Waga piórkowa (-62 kg)
| Medal | Zawodnik               | Masa ciała | Rwanie | Podrzut | Łącznie (kg) |
| ----- | ---------------------- | ---------- | ------ | ------- | ------------ |
|       | Diego Fernando Salazar | 61.45      | 130.0  | 160.0   | 290.0        |
|       | Miñan Mogollon         | 61.25      | 103.0  | 133.0   | 236.0        |
|       | David Mendoza          | 61.70      | 105.0  | 130.0   | 235.0        |

#### Waga lekka (-69 kg)
| Medal | Zawodnik         | Masa ciała | Rwanie | Podrzut | Łącznie (kg) |
| ----- | ---------------- | ---------- | ------ | ------- | ------------ |
|       | Yordanis Borrero | 68.55      | 141.0  | 176.0   | 317.0        |
|       | Edwin Mosquera   | 68.45      | 141.0  | 172.0   | 313.0        |
|       | Ricardo Flores   | 68.00      | 138.0  | 170.0   | 308.0        |

#### Waga średnia (-77 kg)
| Medal | Zawodnik       | Masa ciała | Rwanie | Podrzut | Łącznie (kg) |
| ----- | -------------- | ---------- | ------ | ------- | ------------ |
|       | Iván Cambar    | 76.65      | 156.0  | 194.0   | 350.0        |
|       | José Ocando    | 76.85      | 145.0  | 192.0   | 337.0        |
|       | Octavio Mejías | 76.78      | 151.0  | 185.0   | 336.0        |

#### Waga lekkopółciężka (-85 kg)
| Medal | Zawodnik          | Masa ciała | Rwanie | Podrzut | Łącznie (kg) |
| ----- | ----------------- | ---------- | ------ | ------- | ------------ |
|       | José Oliver Ruíz  | 84.45      | 160.0  | 203.0   | 363.0        |
|       | Jadier Valladares | 84.50      | 161.0  | 202.0   | 363.0        |
|       | Herbys Márquez    | 84.75      | 155.0  | 195.0   | 350.0        |

#### Waga półciężka (-94 kg)
| Medal | Zawodnik          | Masa ciała | Rwanie | Podrzut | Łącznie (kg) |
| ----- | ----------------- | ---------- | ------ | ------- | ------------ |
|       | Yoandry Hernández | 92.55      | 172.0  | 221.0   | 393.0        |
|       | Julio Luna        | 93.00      | 170.0  | 210.0   | 380.0        |
|       | Herman Torres     | 89.90      | 166.0  | 210.0   | 376.0        |

#### Waga ciężka (-105 kg)
| Medal | Zawodnik       | Masa ciała | Rwanie | Podrzut | Łącznie (kg) |
| ----- | -------------- | ---------- | ------ | ------- | ------------ |
|       | Joël MacKenzie | 101.40     | 175.0  | 205.0   | 380.0        |
|       | Pedro Stetsiuk | 102.45     | 160.0  | 180.0   | 340.0        |
|       | Damian Abbiate | 104.45     | 150.0  | 188.0   | 338.0        |

#### Waga superciężka (+105 kg)
| Medal | Zawodnik           | Masa ciała | Rwanie | Podrzut | Łącznie (kg) |
| ----- | ------------------ | ---------- | ------ | ------- | ------------ |
|       | Cristian Escalante | 125.15     | 180.0  | 221.0   | 401.0        |
|       | Casey Burgener     | 119.55     | 177.0  | 215.0   | 392.0        |
|       | Víctor Heredia     | 123.45     | 166.0  | 215.0   | 381.0        |

### Kobiety

#### Waga musza (-48 kg)
| Medal | Zawodnik               | Masa ciała | Rwanie | Podrzut | Łącznie (kg) |
| ----- | ---------------------- | ---------- | ------ | ------- | ------------ |
|       | Carolina Valencia      | 47.95      | ?      | ?       | 168.0        |
|       | Betsi Rivas            | 47.65      | 70.0   | 92.0    | 162.0        |
|       | Guillermina Candelario | 47.25      | 66.0   | 89.0    | 155.0        |

#### Waga piórkowa (-53 kg)
| Medal | Zawodnik            | Masa ciała | Rwanie | Podrzut | Łącznie (kg) |
| ----- | ------------------- | ---------- | ------ | ------- | ------------ |
|       | Yudelquis Contreras | 52.75      | 95.0   | 112.0   | 207.0        |
|       | Ana Margot Lemos    | 52.90      | ?      | ?       | 190.0        |
|       | Melanie Roach       | 52.75      | ?      | ?       | 182.0        |

#### Waga lekka (-58 kg)
| Medal | Zawodnik                | Masa ciała | Rwanie | Podrzut | Łącznie (kg) |
| ----- | ----------------------- | ---------- | ------ | ------- | ------------ |
|       | Alexandra Escobar       | 57.35      | 98.0   | 125.0   | 223.0        |
|       | Rusmeris Villar         | 57.05      | 90.0   | 114.0   | 204.0        |
|       | Maria Cecilia Floriddia | 57.45      | 90.0   | 110.0   | 200.0        |

#### Waga średnia (-63 kg)
| Medal | Zawodnik         | Masa ciała | Rwanie | Podrzut | Łącznie (kg) |
| ----- | ---------------- | ---------- | ------ | ------- | ------------ |
|       | Leydi Solís      | 62.75      | 100.0  | 124.0   | 224.0        |
|       | Christine Girard | 63.00      | 94.0   | 127.0   | 221.0        |
|       | Natalie Woolfolk | 62.60      | 98.0   | 115.0   | 213.0        |

#### Waga półciężka (-69 kg)
| Medal | Zawodnik            | Masa ciała | Rwanie | Podrzut | Łącznie (kg) |
| ----- | ------------------- | ---------- | ------ | ------- | ------------ |
|       | Tulia Angela Medina | 68.30      | 106.0  | 127.0   | 233.0        |
|       | Cinthya Domínguez   | 69.00      | 95.0   | 115.0   | 210.0        |
|       | Vanessa Nuñez       | 63.65      | 90.0   | 109.0   | 199.0        |

#### Waga ciężka (-75 kg)
| Medal | Zawodnik         | Masa ciała | Rwanie | Podrzut | Łącznie (kg) |
| ----- | ---------------- | ---------- | ------ | ------- | ------------ |
|       | Ubaldina Valoyes | 72.50      | 112.0  | 138.0   | 250.0        |
|       | Damaris Aguirre  | 74.10      |        |         | 240.0        |
|       | Eva Dimas        | 74.15      | 106.0  | 125.0   | 231.0        |

#### Waga superciężka (+75 kg)
| Medal | Zawodnik        | Masa ciała | Rwanie | Podrzut | Łącznie (kg) |
| ----- | --------------- | ---------- | ------ | ------- | ------------ |
|       | Seledina Nieves | 94.70      | 110.0  | 150.0   | 260.0        |
|       | Emmy Vargas     | 96.47      |        |         | 229.0        |
|       | Yinelis Burgos  | 94.27      |        |         | 215.0        |

## Tabela medalowa
| Poz. | Państwo           |   |   |   | Łącznie |
| 1    | Kolumbia          | 5 | 3 | 1 | 9       |
| 2    | Kuba              | 5 | 1 | 0 | 6       |
| 3    | Ekwador           | 2 | 1 | 1 | 4       |
| 4    | Stany Zjednoczone | 0 | 2 | 2 | 4       |
| 5    | Meksyk            | 1 | 2 | 0 | 3       |
| 6    | Dominikana        | 1 | 0 | 2 | 3       |
| 7    | Chile             | 1 | 0 | 1 | 2       |
| 8    | Wenezuela         | 0 | 3 | 4 | 7       |
| 9    | Argentyna         | 0 | 1 | 1 | 2       |
| 9    | Salwador          | 0 | 1 | 1 | 2       |
| 11   | Kanada            | 0 | 1 | 0 | 1       |
| 11   | Peru              | 0 | 1 | 0 | 1       |
| 13   | Brazylia          | 0 | 0 | 1 | 1       |
| 13   | Honduras          | 0 | 0 | 1 | 1       |